# Sicyopterus eudentatus
Sicyopterus eudentatus är en fiskart som beskrevs av Parenti och Maciolek, 1993. Sicyopterus eudentatus ingår i släktet Sicyopterus och familjen smörbultsfiskar. IUCN kategoriserar arten globalt som starkt hotad. Inga underarter finns listade i Catalogue of Life.